# الرجل ذو القبضة الحديدية
الرجل ذو القبضة الحديدية (بالإنجليزية: The man with the iron fist)‏ هو فيلم أمريكي لفنون القتال عام 2012 من إخراج روبرت فيتزجيرالد ديغز وكتبه روبرت فيتزجيرالد ديغز وإيلي روث. الفيلم من بطولة روبرت فيتزجيرالد ديغز وراسل كرو وكونغ لي ولوسي لو وبايرون مان وريك يون وديف باتيستا وجيمي تشونغ. تدور أحداث القصة في الصين في القرن التاسع عشر، وتتبع سلسلة من المحاربين المنفردين الذين أجبروا على التوحد لهزيمة عدو مشترك وإنقاذ موطنهم في قرية الغابة.
بدأ التطوير في عام 2005 عندما شاركت روبرت فيتزجيرالد ديغز فكرته عن الفيلم مع روث. بعد ما يقرب من عامين من التطوير، حصل روث وروبرت فيتزجيرالد ديغز على دعم مالي في مايو 2010. بدأ التصوير في ديسمبر 2010 بميزانية قدرها 15 مليون دولار وانتهى في مارس 2011. تم تصوير الفيلم في شنغهاي وفي مواقع أخرى في الصين. قام روبرت فيتزجيرالد ديغز وهوارد دروسين بتأليف المقطوعة الموسيقية للفيلم، وأنتجت روبرت فيتزجيرالد ديغز الموسيقى التصويرية، والتي تضمنت العديد من الأغاني الجديدة لفنانين مختلفين. أقيمت سلسلة من الحفلات الموسيقية التي تضمنت موسيقى من الموسيقى التصويرية للترويج للفيلم.
صدر الفيلم في أمريكا الشمالية في 2 نوفمبر 2012. انقسم النقاد حول تكريم الفيلم لأفلام فنون الدفاع عن النفس، معتبرين أنه مصمم بشكل جيد وممثل للنوع، لكنه لا يقدم أي شيء أصلي، وتم انتقاد الاتجاه بسبب نقص الصقل. تم استقبال عروض كرو ومان بشكل جيد. حصل الفيلم على 20.5 مليون دولار في شباك التذاكر.

## الحبكة
في الصين في القرن التاسع عشر، كانت قرية الغابة موطنًا للعديد من العشائر المتحاربة. حداد القرية يصنع أسلحة فتاكة للعشائر، ينوي استخدام مدفوعاته لشراء حرية حبيبته ليدي سيلك، ومغادرة القرية. يكلف حاكم المنطقة زعيم عشيرة الأسد، الأسد الذهبي، بحماية شحنة كبيرة من الذهب يجب أن تمر عبر القرية. يتعرض الذهب للخيانة من قبل مساعديه الأسد الفضي والأسد البرونزي، الذين يخططون لسرقة الذهب. يستخدمون الفوضى الناتجة عن القتال مع عشيرة الضبع للسماح للمتآمر معهم بويزن داجر - مساعد الحاكم - لاغتيال جولد، وبعد ذلك يصبح سيلفر زعيم الأسود. علم زين يي ابن جولد بمقتل والده وانطلق إلى القرية للانتقام.
المبعوث السري لـ الإمبراطور جاك نايف من سلالة تشينغ الحاكمة، فيصل إلى القرية لمراقبة الذهب ويقيم في بينك بلوسم، وهو بيت دعارة تديره مدام بلوسم، سيدة لايدي سيلك. يرسل سيلفر أفراد عشيرة القوارض لقتل زين-يي قبل أن يتمكن من الوصول إلى القرية، لكن زين-يي يقتلهم. يصل الجسد النحاسي المرتزق إلى القرية ويلتقي بالفضة؛ تم إرساله لقتل زين يي. يلتقي الحداد مع سيلك في بيت الدعارة ويقدم الدفعة النهائية اللازمة لتحريرها. بعد وصوله إلى القرية، يواجه «براس» زين-يي ورجاله ووجدوا أنهم لا يستطيعون إيذائه جسديًا لأن جلده يتحول إلى معدن عند الاصطدام. براس يتفوق على زين يي ويدمر درعه المحمّل بالنصل. يضحي آخر رجل نجا من زين-يي بنفسه لسحب عارضة دعم المظلة الفضفاضة ودفن النحاس تحت الحجر الثقيل. الحداد يراقب القتال. ينقذ زين-يي ويساعده على التعافي كتكفير عن الذنب لصنع السلاح الذي قتل والد زين-يي.
في غضون ذلك، تصل شحنة الذهب إلى القرية برفقة اثنين من المحاربين المهرة، وهما جيمنايز. سرعان ما تواجه الأسود الجوزاء ورجالهم، وفي المعركة التي تلت ذلك، اغتال بويزن داجر عائلة جيمنايز واستولت الأسود على الذهب. وصل جاك لاحقًا للتحقيق في الحادث وعلم أن جيمنايز قد تسمموا بأسلحة ذات رؤوس زئبقية، مما أدى به إلى الحداد. تدفع سرقة الأسود الحاكم لإرسال قواته لاستعادة الشحنة أو تدمير القرية. يطلب زين-يي من الحداد أن يصنع له بدلة جديدة من الدروع المسلحة. يشتبه الأسود في أن الحداد يساعد زين يي ويعذبه للحصول على معلومات. يرفض الحداد الكلام، ويقطع براس ساعديه. جاك الذي كان يتابع الحداد ينقذه من النزيف حتى الموت. بينما يتعافى الحداد، يخبر جاك عن ماضيه كعبد أمريكي متحرر قتل بطريق الخطأ رجلاً أبيض رفض السماح له بالرحيل. فر من أمريكا على متن قارب وذهب إلى الصين، حيث دربه الرهبان على استخدام طاقة جسده لأداء مآثر خارقة. يصنع جاك بمساعدة الحداد سلاحه الأعظم: زوج من الساعدين الحديديين يمكنه تحريكهما باستخدام هذه الطاقة.
يتعافى زين-يي وينضم إلى جاك نايف. في هذه الأثناء، يعرض بلوسم السماح لـ سيلفر بإخفاء الذهب في مقبرة سرية أسفل بيت الدعارة مقابل الدفع. يتم تخزين الذهب في تابوت مرفوع إلى العوارض الخشبية. في تلك الليلة، طلبت بلوسم من بناتها خدمة الأسود، بينما قدمت سيلك من براس. عند إشارة بلوسم، تستخدم جيمي تشونغ في دور سيدة الحرير:ديفيد باوتيستا كجسم نحاسي:ريك يون في دور زين يي، ذا إكس بليد: مخبأة في أفواههن لتسميم العديد من الأسود، وينضمون إلى بلوسم بدور بلاك ويدوز. عندما يحاول سيلك تسميم براس، يحميه جلده ويضربها ويكاد يقتلها. يصل زين-يي وجاك نايف وينضمون إلى بلاك ويدوز راسل كرو بدور جاك نايف: الأسود المتبقية بينما يتقاتل بلوسم وبرونز ويقتلون بعضهم البعض. أثناء قتال جاك، يتم سحق خنجر السم بين التروس المتحركة الكبيرة. يقاتل سيلفر وزين-يي في القبر؛ زين-يي يقطع التابوت مجانًا ويسحق الفضة. يعثر الحداد على الحرير الذي يموت بين ذراعيه. يواجه براس، وقد أثبتت قبضته الحديدية قدرته على إلحاق الضرر بجسد براس الذي يبدو أنه لا يقهر. بينما يكون النحاس في شكل معدني، فإن لكمة قوية من الحداد تحطمه إلى أشلاء. يجري جاك في الخارج في الوقت المناسب لمنع الجنود من تدمير المبنى ببنادق جاتلينج.
في النهاية، غادر جاك القرية لمرافقة الذهب، وأخبر زين-يي بايرون مان مثل الأسد الفضي: أنه اكتسب أخًا. مع تدمير العشائر وتأمين القرية، يتعهد الحداد بالحفاظ عليها بهذه الطريقة وتدمير اللافتة التي تشير إلى متجر الأسلحة الخاص به. خلال الاعتمادات، يتم اختطاف خطيبة زين-يي الحامل من قبل عشيرة الطيور، مما دفع زين-يي إلى طلب مساعدة الحداد.

## فريق التمثيل

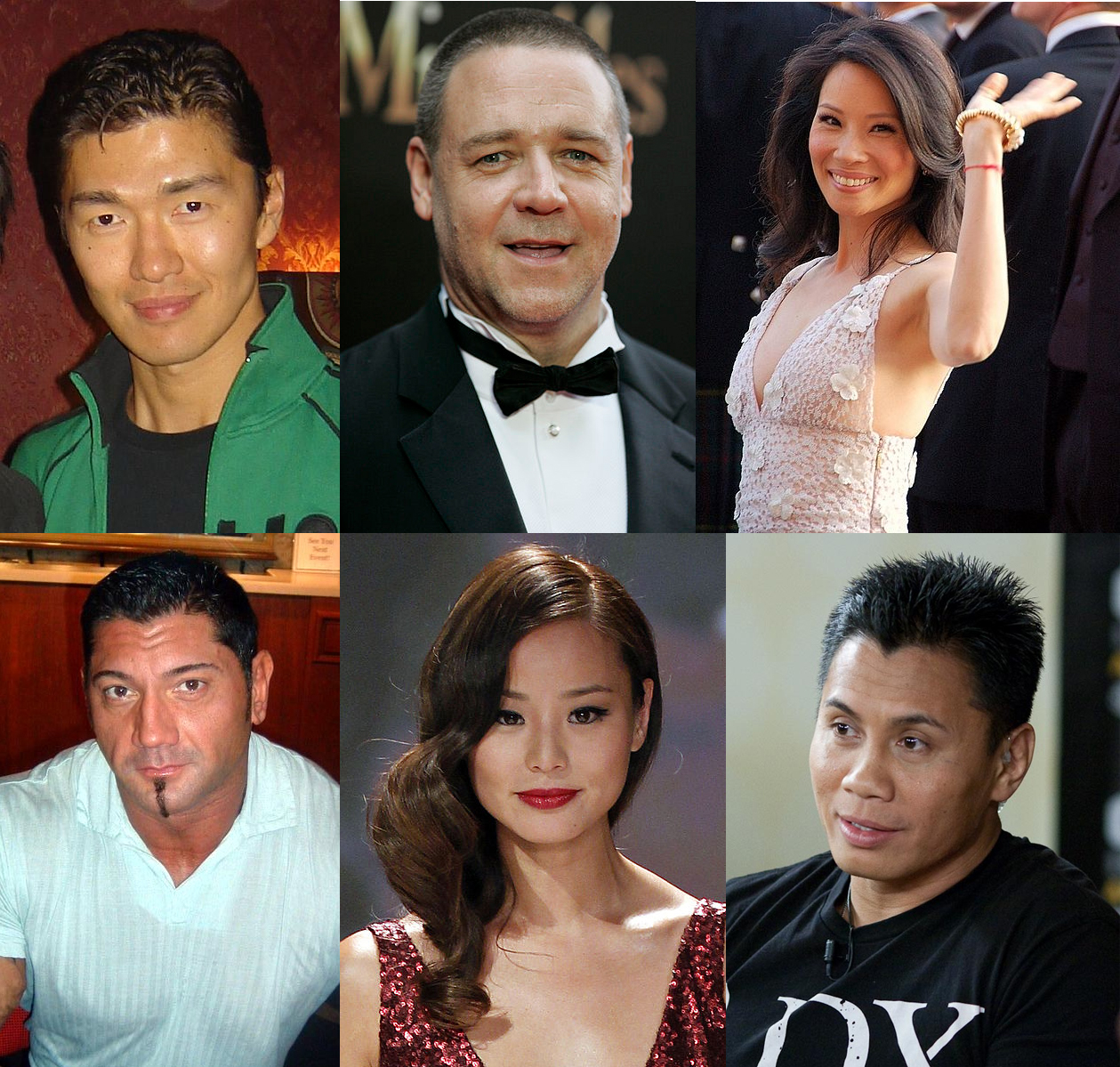
مجموعة مختارة من طاقم الفيلم. في اتجاه عقارب الساعة: ريك يون، راسل كرو، لوسي ليو، كونغ لو، جيمي تشونج، وديفيد باوتيستا.

- روبرت فيتزجيرالد ديغز كـ حداد / الرجل ذو القبضة الحديدية:

عبد متحرّر من أمريكا يصبح حداد قرية الغابة. يوجه طاقة قديمة ليحول نفسه إلى سلاح حي. اسمه ثاديوس هنري سميث. كتب روبرت فيتزجيرالد ديغز الدور على وجه التحديد لنفسه، وتدرب في هونغ جا لمدة 1-2 ساعة يوميًا على مدار شهرين قيد الإعداد.
- ريك يون في دور زين يي، ذا إكس بليد:

نجل زعيم ليون كلان المقتول الذي يذهب إلى جانجيل فيلدج للانتقام لمقتل والده. قال روبرت فيتزجيرالد ديغز إنه كان يفكر في يون للدور قبل اكتمال النص.
- راسل كرو بدور جاك نايف:

جندي بريطاني مدمن على الأفيون سمي على اسم سلاحه المميز. الشخصية مستوحاة جزئياً من ابن عم روبرت فيتزجيرالد ديغز الراحل راسيل جونز (رابر) . استند كرو في أدائه إلى كلينت إيستوود في فيلم هاري القذر (فيلم) (1971) و أوت لاو جوسي ويلز (1976). وافق كرو على الانضمام إلى فريق التمثيل بسبب علاقة العمل السابقة مع روبرت فيتزجيرالد ديغز. كان كرو قادرًا على قضاء 10 أيام فقط في تصوير مشاهده.
- لوسي ليو بدور سيدتي بلوسوم:

صاحبة بيت الدعارة بينك بلوسم، الذي وصفها ليو بأنها ملكة القرية. أراد ليو التأكيد على قوة بلوسم ضد جميع المقاتلين الذكور وأقنع روبرت فيتزجيرالد ديغز بإعطاء الشخصية تسلسل قتال مع كنج ليز وبرونز ليون.
- ديفيد باوتيستا كجسم نحاسي:

مرتزق قادر على تحويل جسده إلى معدن مما يجعله محصناً. وصف باوتيستا الشخصية بأنها "رجل طيب" اتخذ الكثير من الخيارات السيئة في حياته. إنه لا يفهم حقًا الفرق بين الصواب والخطأ. " قامت روبرت فيتزجيرالد ديغز بتجربة أداء باوتيستا للدور بعد رؤيته "يتحرك بسرعة البرق" أثناء فيديو تدريب قتال العصي.
- جيمي تشونغ في دور سيدة الحرير:

عاهرة في بينك بلوسم وعاشق الحداد.
- كونغ لي مثل أسد برونزي:

عضو في عشيرة الأسد. استرعى لي انتباه روبرت فيتزجيرالد ديغز بعد قتاله في فنون القتال المختلطة عام 2008 ضد فرانك شامروك. يشتمل أسلوب قتال الأسد البرونزي على عناصر من تدريب أسلوب النمر القتالي في الكونغ فو ولي في الركلات والركلات المقصية.
- بايرون مان مثل الأسد الفضي:

زعيم عشيرة الأسد بعد أن قتل الزعيم السابق. تم اختيار مان في البداية لدور أصغر ولكن بعد نجاحه في الأداء، تم منحه دور الأسد الفضي الأكبر.
يشمل طاقم العمل أيضًا بام جرير في دور جين والدة الحداد، أوريك تشاو مساعد حداد، إم سي جين في دور تشان حليف زين يي، دانيال وو في دور بويزن داجر، وأندرو لين وجريس هوانغ مثل ذا جيمنايز. الكاتب المشارك إيلي روث يظهر في نقش. العديد من الممثلين المخضرمين في فنون الدفاع عن النفس — بما في ذلك تشين كوان-تاي في دور الأسد الذهبي، بريان ليونج في دور الضبع، تيلي ليو في دور أسد الحديد، وشوي جينغ ياو في دور أسد النحاس، وتشو تشو في دور خطيبة زين يي ظهر تشي تشي، وتيرينس يين في دور الحاكم، وجوردون ليو في دور رئيس الدير — في الفيلم. تم كتابة دور ليو لمعلم شاولين في روبرت فيتزجيرالد ديغز شي يان مينغ، لكن مينغ لم يتمكن من الحصول على إذن للعودة إلى الصين للتصوير.

## إنتاج

### تطوير

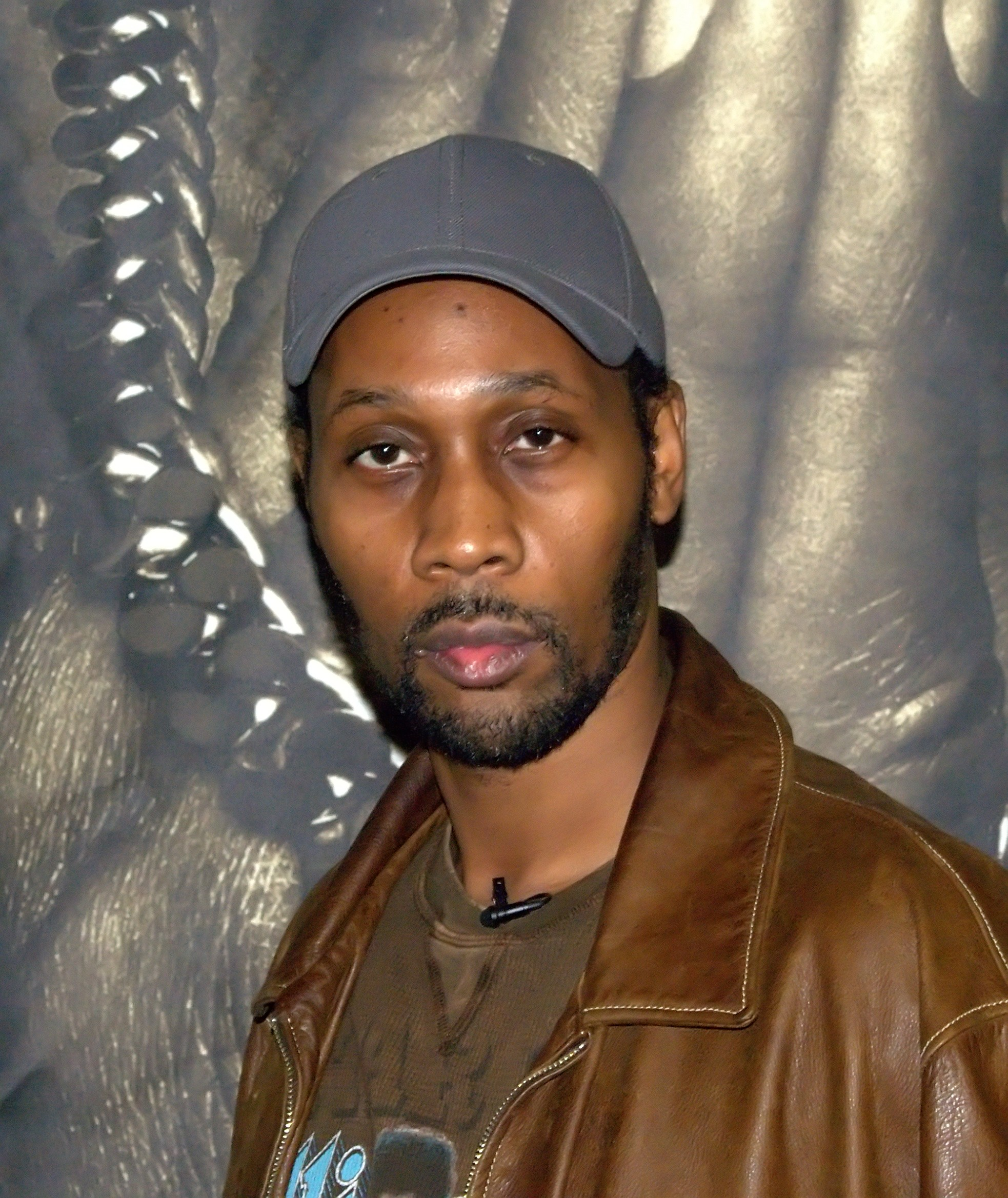
روبرت فيتزجيرالد ديغز في عام 2009. الرجل ذو القبضة الحديدية هو أول فيلم روائي طويل له كمخرج

تطوير الفيلم بدأت في عام 2003 عندما أنتجت روبرت فيتزجيرالد ديغز الموسيقى التصويرية ل كوينتين تارانتينو ' فيلم اقتل بيل . حدد روبرت فيتزجيرالد ديغز لنفسه ميزانية قدرها 50000 دولار وتوجه إلى كيل بيل الذي تم تعيينه في بكين، حيث أمضى حوالي ثلاثين يومًا في تدوين الملاحظات حول الطريقة التي أخرج بها تارانتينو الفيلم. في عام 2005، قابلت روبرت فيتزجيرالد ديغز إيلي روث في أيسلندا، وسافرا معًا إلى لوس أنجلوس. خلال الرحلة، أخبر روبرت فيتزجيرالد ديغز روث بفكرته عن فيلم من نوع الكونغ فو، والذي جذب اهتمام روث، ولكن لم يتم إحراز أي تقدم آخر. أكمل روبرت فيتزجيرالد ديغز قصة الفيلم، لكن روث أقنعه بأنه سيحتاج إلى سيناريو كامل للمشروع للحصول على أي دعم. في عام 2007، بعد إطلاق روث فيلم النزل 2 (فيلم)، وافق روث وروبرت فيتزجيرالد ديغز على متابعة المشروع بجدية. أخذ الزوجان المشروع إلى عدة استوديوهات والتقيا بمنتجهما المفضل، إدوارد آر. بريسمان . اقترح أحد الاستوديوهات وضع الفيلم في وضع ما بعد المروع، وهو ما اعتبرته روبرت فيتزجيرالد ديغز. أخذوا المشروع إلى سترايك إنترتاينمنت، التي اعتبرت أنها بحاجة إلى مزيد من التطوير وكلفت العديد من الكتاب بإعادة كتابة السيناريو، والذي بدأ في الابتعاد عن الفكرة الأولية لـ روبرت فيتزجيرالد ديغز.
واصلت روبرت فيتزجيرالد ديغز العمل مع كتاب سترايك إنترتاينمنت، لكن روث، الذي عاد من تصوير فيلم أوغاد مجهولون، أصيب بخيبة أمل من السيناريو المعاد كتابته وأمضى هو وروبرت فيتزجيرالد ديغز عامًا في تطويره ووضع اللمسات الأخيرة عليه. في المجموع، أمضوا ما بين 18 شهرًا وعامين في تطوير السيناريو بين مشاريع أخرى، وحولوا قصة روبرت فيتزجيرالد ديغز المكونة من 90 صفحة إلى سيناريو مكون من 130 صفحة. مستشهداً بخصوصية الكون الخيالي في سلسلة حرب النجوم، قال روث إن الزوجين حاولا تحديد جوانب الرجل ذو القبضة الحديدية بشكل كامل لجعلها ممتعة بدون مشاهد قتال. قال روث إن روبرت فيتزجيرالد ديغز «تخيلت كل قبيلة، كل أسلوب قتالي، كل زي». ركز النص الأصلي على العديد من العشائر ذات الطابع الحيواني التي تقاتل على الأراضي، ولا سيما قرية الغابة، التي كانت بمثابة مركز للشحن. مع تطور النص، تمت إزالة العديد من العشائر، وتحول التركيز إلى التجارة ونقل الذهب الحكومي، مما قدم الحكومة أيضًا كقوة أعلى على العشائر. اقترب روبرت فيتزجيرالد ديغز وروث من المعارك في السيناريو من خلال إدخال شخصية جديدة أو أسلوب قتال أو سلاح لتجنب الرتابة؛ إذا لم يؤد القتال إلى تقدم القصة، قاموا بإزالتها.
قامت روبرت فيتزجيرالد ديغز بعد ذلك بتمويل وإخراج فيلم قصير عن فنون الدفاع عن النفس بعنوان وو تانغ مقابل جولدين فينكس يضم ممثلين من هونغ كونغ مدربين على الكونغ فو. عندما نصب هو وروث فيلم الرجل ذو القبضة الحديدية على المنتجين، استخدم روبرت فيتزجيرالد ديغز الفيلم القصير لإثبات أنه قادر على التعامل مع عمل فنون الدفاع عن النفس ويمكن الوثوق به لتولي دوره الإخراجي الأول. في 7 مايو 2010، أعلنت يونيفرسال بيكشرز أنها وافقت على تمويل وتوزيع الفيلم، الذي سينتجه مارك أبراهام وإريك نيومان من روث وسترايك إنترتينمنت. أعطى المنتجون روبرت فيتزجيرالد ديغز ميزانية قدرها 20 مليون دولار.
خلال عملية التطوير، وافق تارانتينو على منح اسمه للفيلم بتقدير «مقدم من». في أكتوبر 2012، قال روبرت فيتزجيرالد ديغز أنه هو وتارانتينو كانا يعتزمان عبور الرجل ذو القبضة الحديدية مع تارانتينو 2012 فيلم رعاة البقر جانغو الحر . كان من الممكن أن تتضمن الكروس نسخة أصغر من شخصية حداد روبرت فيتزجيرالد ديغز في مزاد العبيد، لكن جدولة النزاعات حالت دون مشاركة روبرت فيتزجيرالد ديغز. قضى الرجل ذو القبضة الحديدية 14 أسبوعًا في مرحلة ما قبل الإنتاج بما في ذلك أربعة إلى ستة أسابيع في استكشاف الموقع. أصر روبرت فيتزجيرالد ديغز على أن ستة أسابيع من مرحلة ما قبل الإنتاج ستكون كافية، لكن مارك أبراهام أخبره أن يستغرق 14 أسبوعًا، والتي كانت روبرت فيتزجيرالد ديغز ممتنة لها لاحقًا بعد وصوله إلى الأسبوع 13 وما زال بحاجة إلى مزيد من الوقت. أثناء التصوير، ناقش روبرت فيتزجيرالد ديغز وروث إمكانية تكملة الفيلم إذا كان الفيلم ناجحًا.

### التصوير
استغرق التصوير الرئيسي حوالي 10 أسابيع بميزانية 20 مليون دولار. بدأ التصوير في الصين في ديسمبر 2010 في مواقع من بينها مدينة شنغهاي استوديوهات هنغديان وورلد، واستمر حتى مارس 2011. كان كوري يوين مصمم الرقصات في الفيلم. للتعويض عن الوقت الضائع في مشاكل التصوير، تم تصوير بعض المشاهد في لقطة واحدة. بعد حوالي 6 أسابيع من التصوير، بدأت روبرت فيتزجيرالد ديغز في دفع الطاقم للعمل بشكل أسرع للبقاء في الموعد المحدد. وأخبر مساعد مديره روبرت فيتزجيرالد ديغز أنه بسبب الدفع، أصيب بعض عمال الحركات بجروح وتم إرسالهم إلى المستشفى. بعد ذلك، تخلى روبرت فيتزجيرالد ديغز عن بعض اللقطات المقصودة واستبدلهما بالصور المولدة بالحاسوب (سي جي آي). كما وجه روث بعض التسديدات لـ روبرت فيتزجيرالد ديغز. تم كتابة كرو ولي في الأصل لمحاربة بعضهما البعض، ولكن بسبب جدول إطلاق النار المحدود لـ كرو، لم يكن لديه الوقت لتدريب القتال، وبدلاً من ذلك تم كتابة لي لمحاربة ليو.
استغرق الجزء الأول من الفيلم أربع ساعات واقترحت روبرت فيتزجيرالد ديغز تقسيمه إلى فيلمين، لكن روث اختلف. تم تحريره لمدة 96 دقيقة لتلبية متطلبات الاستوديو ولإزالة المحتوى الرسومي الذي من شأنه أن يتسبب في حصوله على تصنيف مقيد، مما يحد من جمهوره. تخلت روبرت فيتزجيرالد ديغز عن عملية التحرير لمدة أسبوعين، وشعرت بالاشمئزاز من الاضطرار إلى قطع الفيلم. في أكتوبر / تشرين الأول 2012، قال إنه ينوي إصدار «مقطع المخرج» من الفيلم لمشاهدته في المنزل، وسيعيد إدخال 13 دقيقة على الأقل من اللقطات المقطوعة. وصفت روبرت فيتزجيرالد ديغز الفيلم بأنه تكريم لأفلام فنون القتال الخاصة بـ استوديو شو براذرز ومقرها هونغ كونغ.
استخدم الفيلم في الغالب المؤثرات الخاصة العملية في تفضيله على سي جي آي. التأثير الذي قتلت فيه شخصية يون ستة من المعارضين الذين ينفخ رذاذ الدم المحمول جواً «الانتقام» باللغة الصينية، تمت كتابته خصيصًا لاستخدام سي دي آي. رفضت روبرت فيتزجيرالد ديغز ترجمة الرسالة للجماهير الإنجليزية. أسفرت مشاهد الحركة عن العديد من الإصابات، وعانى باوتيستا من أذرع خام ونزيف من قبضة حديدية تشبه ورق الصنفرة في روبرت فيتزجيرالد ديغز أثناء مشهد القتال.

### تسويق
أطلقت روبرت فيتزجيرالد ديغز حفل موسيقي من 11 تاريخًا بعنوان «جولة القبضة الحديدية» للترويج للفيلم بالتعاون مع روك ذا بيلز وجوريلا يونيون. تميزت بعروض من أعضاء وو تانج كلان وفنانين آخرين. بدأت الجولة في 3 أكتوبر 2012، وزارت العديد من مدن أمريكا الشمالية بما في ذلك مدينة نيويورك، وبالتيمور، وشيكاغو، ولوس أنجلوس، ولاس فيغاس. فيلم رسوم متحركة قصير عن رحلة الحداد إلى الصين ولقائه الأول مع براس بودي، والذي رواه روبرت فيتزجيرالد ديغز، تم إصداره في 20 أكتوبر 2012، تمهيدا للفيلم. 16 ملصقًا منمقًا بشكل كبير، كل منها بواسطة فنان مختلف، في أماكن خارجية في العديد من مدن أمريكا الشمالية وتم تصميمها للسماح للمشاة بإزالتها والاحتفاظ بها.  
رعت الحملة التسويقية جوائز بي إي تي هيب هوب 2012، أول ظهور للنجم باوتيستا في فنون القتال المختلطة لأول مرة في الترفيه والرياضة الكلاسيكية: ألم حقيقي في أكتوبر 2012، وإصدار لعبة الفيديو أساسنز كريد 3 . عُرض الفيلم لأول مرة في لوس أنجلوس ومدينة نيويورك، واستهدف بشكل مباشر التركيبة السكانية للأقليات. روجت روبرت فيتزجيرالد ديغز للفيلم في متحف تاريخ فنون الدفاع عن النفس المملوك من أصل إسباني في بوربانك، كاليفورنيا، كما تم إصدار مقطع فيديو أصلي باللغة الإسبانية. استهدفت روبرت فيتزجيرالد ديغز الجماهير الأمريكية الأفريقية من خلال الترويج للفيلم على قناة مغني الراب سنوب دوغ على يوتيوب. تضمنت حملة توعية عبر الإنترنت شراكات مع شركة ماشينما وموقع أخبار الهيب هوب جلوبال جريند وبطولة القتال النهائي آي جي إن سبوتيفاي.

## موسيقى
يعرض الفيلم موسيقى من ذا بلاك كييز وكانييه ويست وويز خليفة وماي كيميكال رومانس وجون فروشانتيه والمغنية الصينية وسالي يي. طورت روبرت فيتزجيرالد ديغز أيضًا مسارات جديدة بناءً على مقتطفات من مسارات وو تانغ كلان الرئيسية المقدمة من سوني ميوزك، والأغاني التي يؤديها ويليام بيل وخورخي هايز ومابل جون، والتي قدمتها ستاكس ريكوردز . كتب الملحن هوارد دروسين الإشارات الموسيقية الأصلية للفيلم.  
لم تكن روبرت فيتزجيرالد ديغز قد شرعت في البداية في تسجيل الفيلم ؛ قام بإدخال مسارات مؤقتة للأغاني التي أراد استخدامها. بعد مشاهدة المقطع المؤقت للفيلم، وجد أن الموسيقى غير مناسبة، واقترح أن توفر روبرت فيتزجيرالد ديغز الموسيقى. طلب روبرت فيتزجيرالد ديغز مساعدة تارانتينو في النتيجة بعد أن ساعد تارانتينو في تسجيل هدف كيل بيل . اقترح تارانتينو أيضًا أن تنتج روبرت فيتزجيرالد ديغز النتيجة بالكامل. طور روبرت فيتزجيرالد ديغز ودورسن النتيجة وأكملوها. ثم طوروا الموسيقى التصويرية للفيلم، والتي كان من المقرر طرحها في 23 أكتوبر 2012 وتضم 15 أغنية من الفيلم بما في ذلك الأغاني الأصلية لكاني ويست، وو تانغ كلان، وطالب كويلي، وجوستفيس كيلاه، وبوشا تي، وريكوون، والتعاون من قبل روبرت فيتزجيرالد ديغز مع ذا بلاك كييز وفلاتبوش زومبيز. شخصية جاك نايف، التي تأثرت بمغني الراب راسيل جونز، لها نغمة تتميز بإيقاع قيثارة الفك تذكرنا بأغنية الفنان «شيمي شيمي يا». يمثل الحداد إشارات من موسيقى إسحاق هايز.

## إصدار
تم عرض فيلم الرجل ذو القبضة الحديدية لأول مرة في 25 أكتوبر 2012، في المسرح الصيني «تي سي إل» في هوليوود. حضر ديفيد باوتيستا ببدلة صفراء من ألياف لدنة، ارتداها تكريماً لبروس لي، الذي ارتدى زيًا مشابهًا في لعبة الموت (1972). صدر الفيلم في أمريكا الشمالية في 2 نوفمبر 2012.

### شباك التذاكر
حقق الرجل ذو القبضة الحديدية 15.6 مليون دولار من أمريكا الشمالية و 4 ملايين دولار من أقاليم أخرى بإجمالي 19.7 مليون دولار في جميع أنحاء العالم، مقابل ميزانية قدرها 15 مليون دولار. يُقدر تتبع ما قبل الإصدار في أمريكا الشمالية للأسبوع قبل الإصدار أن الفيلم سيجذب جمهورًا معظمهم من الذكور وسيكسب ما بين 7 ملايين دولار و 10 ملايين دولار خلال عطلة نهاية الأسبوع الافتتاحية. حصل فيلم الرجل ذو القبضة الحديدية على 3 ملايين دولار خلال يوم افتتاحه، وخلال عطلة نهاية الأسبوع الافتتاحية، حصل الفيلم على 7.9 مليون دولار من 1868 مسرحًا - بمتوسط 4235 دولارًا لكل مسرح - واحتل المركز الرابع خلف آرغو (10.2 مليون دولار)، وإصدارات جديدة أخرى رحلة طيران (25 مليون دولار) و رالف المدمر (49.1 مليون دولار). كانت أكبر ديموغرافية للجمهور الافتتاحي في عطلة نهاية الأسبوع أقل من 30 (53٪) والذكور (64٪).

### استقبال نقدي
الفيلم تلقى ردود فعل متباينة من النقاد. لقد حصلت على نسبة موافقة بنسبة 51٪ من 86 نقادًا - بمتوسط تقييم 5.1 من 10 - فعلى موقع روتن توميتوز، قيل: «الرجل ذو القبضة الحديدية يظهر عاطفة مستعبدة لـ النوع الذي يقلده، للأفضل أو للأسوأ». يوفر ميتاكريتيك درجة 51 من أصل 100 من 19 نقادًا، مما يشير إلى مراجعات «مختلطة أو متوسطة». كما أفادت استطلاعات سينماسكور أن متوسط درجة رواد السينما الذين أعطوا الفيلم كان "C +" على مقياس A + إلى F.
مجموعة تسمى ' باركر الفيلم التحبيب ومتحمس بشكل جذاب، وقال إنها«أكثر متعة مما يجب أن يكون». اعتبر باركر أن دور روبرت فيتزجيرالد ديغز الذي يظهر على الشاشة شديد الانعزال بحيث لا يمكنه تحمل دور الشخصية المركزية، لكنه أشاد بالعروض المساندة، لا سيما تلك التي قدمها لورد الجريمة وكرو، الذي قال باركر «لقد ذهب بشكل مبتسم إلى حد لم يره المشاهدون. منه منذ ذلك الحين، حسنًا ... على الإطلاق». أشاد باركر أيضًا بنتيجة الفيلم، لكنه انتقد نغمة النص غير المتكافئة. صحيفة نيويورك تايمز دعا ' مانوهلا دارجيس أنه منتج ممتعة بطريقة متقطعة من العاطفة سينيفيل العميقة لهذا النوع فنون الدفاع عن النفس. أشاد دارجيس بأداء كرو و «الشرير المبهرج لبايرون مان بشعر معدني ثقيل وابتسامة نفسية»، لكنه اعتبر دور روبرت فيتزجيرالد ديغز المركزي خطأً، قائلاً «بعينيه النائمتين والتأثير المريح جدًا ... [هو] وجود متنحي جدًا على الشاشة لإبراز الشخصية، ناهيك عن جذب اهتمامك». أرجع ناثان رابين من إيه. في. كلوب الفضل إلى مفهوم روبرت فيتزجيرالد ديغز لـ «الكون الغني الدموي الكثيف الذي خلقه وصولاً إلى أدق التفاصيل»، وأشاد بـ «الهدوء الداخلي القوي» لـ روبرت فيتزجيرالد ديغز و «المنعطف المسرحي المتحد» لـ كرو.
على لوس انجليس تايمز يسمى ' شاركي عليه الدفاع عن النفس الفنون المشهد الذي«قد يكون مجرد واحدة من أفضل الأفلام السيئة من أي وقت مضى.» قالت شاركي إن بعض العروض غير المتكافئة والافتقار إلى الصقل كانا نتيجة افتقار روبرت فيتزجيرالد ديغز إلى الخبرة في الإخراج، لكنها أعربت عن تقديرها لتصميم الرقصات لـ «العمل المتطرف» والجمالية المرئية للفيلم، والتي وصفتها بأنها «مزيج من الباروك الفرنسي والصين القديمة». قال شاركي أن الحبكة «تخرج عن مسارها بشكل خطير» عند التوسع في تاريخ الحداد. هوليوود ريبورتر قال ' تود مكارثي أن الفيلم هو «أحسنت بما فيه الكفاية ويكفي مسلية لإرضاء شهية من المشجعين الذين الرئيسية الأساسية هذا النوع من الشيء»، لكنه اعتبر أن في العمل مباشرة كتحية لهذا النوع، إلا أنها تفتقر أي الأسلوبية الإلهام أو الذوق التخيلي لإعادة اختراعه. ومع ذلك، أشاد مكارثي بالتصاميم الخيالية للأسلحة، وأداء لوسي ليو وكرو. صوت القرية قال ' بينكرتون«غالبا ما تشوش مشاهد العمل أيضا لوضوح، والغريب أن نقول للفيلم الذي أدلى به موسيقي، والفيلم يحتوي على مساحات واسعة دون إيقاع»، وأضاف أن لديها سحر محلية الصنع التي وجد «مؤثر بفضول».
الولايات المتحدة الأمريكية اليوم كانت ' سكوت بولز حاسما من الفيلم، ومنح ذلك 1.5 نجوم من أصل 4. قال إن الفيلم «مليء بالحركة الدموية للكونغ فو ... وخفيف على كل شيء آخر»، وأنه «لا يحتوي على توتر كافٍ ليؤخذ على محمل الجد، أو ما يكفي من الضحك ليؤخذ على محمل الجد»، ودعا انها «بقعة وورك». كتب باولز أن الفيلم يحتوي على «لحظات مصممة بشكل جميل، ولن تخيب مشاهد الحركة آمال أي من عشاق المعارك بالحركة البطيئة والشرايين التي تتدفق مثل صنابير المياه». كتب الناقد السينمائي المستقل إيمانويل ليفي أن كرو «أداء قيادي» وكيمياءه مع ليو ترفعان الفيلم قليلاً عن الروتين. قال ليفي إن الفيلم هو «فيلم شديد العنف يمزج بين مشاهد فنون قتالية مثيرة، تم تنظيمها وتنفيذها من قبل بعض أساتذة هذه البيئة المعينة، بقصة شبه متداخلة» والتي من شأنها أن تحظى بتقدير من قبل الجمهور الشاب العشوائي. قال ليونارد مالتين من اندي واير أن «أداء روبرت فيتزجيرالد ديغز المتدني ليس سيئًا، لكن انطلاقه من الحركة يترك شيئًا مرغوبًا فيه»، وأن الفيلم يقلد أفلام الكونغ فو السابقة، والتي فشل في تحسينها.

### وسائط المنزل
تم إصدار الرجل ذو القبضة الحديدية على أقراص دي في دي وبلو راي وتنزيل رقمي في 12 فبراير 2013 في أمريكا الشمالية. تحتوي إصدارات دي في دي وبلو راي على نسخة الإصدار المسرحي للفيلم، وهو مقطع غير مصنف يحتوي على ما يقرب من اثني عشر دقيقة من اللقطات الإضافية ومشاهد محذوفة وثلاث ميزات: "نظرة داخل الرجل بقبضات حديدية "، "مسار إلى الشرق، و "في المجموعة مع روبرت فيتزجيرالد ديغز".

## تكملة
تم الإعلان عن تكملة من قبل روبرت فيتزجيرالد ديغز في مقابلة مع العنوان الرجل ذو القبضة الحديدية: لدغة العقرب لكنه كشف أنه لا يقوم بإخراج التكملة، وبدلاً من ذلك سيخرج رويل ريني الفيلم مثل روبرت فيتزجيرالد ديغز وريك يون وتشو تشو وأندرو لين وستقوم غريس هوانغ بإعادة تمثيل أدوارهم مثل بلاكسمث واكس بليد وتشي تشي والتوائم الجوزاء، وينضم إلى فريق التمثيل داستن نجوين وكاري تاجاوا وكارل نج وسيمون ين.       تم إصدار التكملة على أقراص دي في دي وبلو راي في 14 أبريل 2015.

## روابط خارجية
- الموقع الرسمي
- الرجل ذو القبضة الحديدية  في قاعدة بيانات الأفلام على الإنترنت (بالإنجليزية)
- الرجل ذو القبضة الحديدية على موقع أول موفي.